# Onthophagus cognatus
Onthophagus cognatus är en skalbaggsart som beskrevs av Antoine Boucomont 1921. Onthophagus cognatus ingår i släktet Onthophagus och familjen bladhorningar. Inga underarter finns listade i Catalogue of Life.